# Renat Llech-Walter
Renat Llech-Walter (Barri de Sant Jaume, Perpinyà, 30 de març de 1906 - 1 de febrer de 2007) fou un activista, escriptor i músic nord-català.

## Biografia
El 1921 fundà el club El Cenacle amb el seu germà Joan. El 1946 va crear el conjunt coral Les Gais Troubadours Catalans i fou el primer a produir un programa setmanal en català a Ràdio Perpinyà, la primera emissora pública local, als anys 60. És considerat mestre pioner de català per a adults a la Catalunya del Nord.
Fou membre de l'Estudiantina de Perpinyà, a què succeí la Companyia dels Gais Trobadors, que ell animà, i també fou president de l'Associació Politècnica dels Pirineus Orientals, una entitat d'erudits que es dedicava a la vulgarització i a la divulgació de la cultura i de les ciències. També fou president del GREC del 1960 al 1967, quan es va escindir per a fundar l'Institut Rossellonès d'Estudis Catalans amb Elisabet Oliveres. Fou Mantenidor dels Jocs Florals de la Ginesta d'Or, Majoral del Felibritge i president d'honor de la Societé agricole, scientifique et littéraire des Pyrénées-Orientales.
El 28 de març de 1982 rebé la distinció de Comandant de l'Orde de les Palmes Acadèmiques per part del Ministeri d'Educació francès. Fou membre de la comissió permanent del Congrés de Cultura Catalana per la Catalunya del Nord. L'any 1994, l'Ajuntament de Perpinyà el va guardonar amb el premi Joan Blanca -instituït per homenatjar les persones que han actuat per la defensa i la promoció de la llengua i la cultura catalanes- i el 2002 rebé a Barcelona, de la mà del president Jordi Pujol, la Creu de Sant Jordi de la Generalitat de Catalunya.
Des del 1932 fins a la seva mort fou delegat de la UEA (Associació Universal d'Esperanto). Fou membre de la Junta de la UEA del 1955 al 1964 i president de la UFE (Unió Francesa per a l'Esperanto) entre el 1957 i el 1967, que més tard el va elegir president d'honor. Va ser membre vitalici de la UEA i de la Unió Internacional d'Esperanto Catòlic.
A l'homenatge per la seva mort hi van assistir, a part de la família, el tinent d'alcalde de Perpinyà, Jaume Roure, el cantautor Jordi Barre i l'escriptor i músic Jordi Carbonell.
El Grup de Poesia i Artística del Rosselló organitza els concursos literaris Jocs de poesia del Rosselló i Premi Rosselló per a escriptors en francès, català, occità i castellà. El 2008 es va crear un premi en llengua esperanto en honor seu.

## Obres
- Regards sur la littérature catalane (1960)
- Cours d'initiation à la langue catalane (1967)
- Initiation à la littérature catalane (1977)